# Gypona ansula
Gypona ansula är en insektsart som beskrevs av Delong 1980. Gypona ansula ingår i släktet Gypona och familjen dvärgstritar. Inga underarter finns listade i Catalogue of Life.